# Apocalipse (telenovela)
Apocalipse é uma telenovela brasileira produzida pela Record em parceria com a produtora Casablanca, exibida entre 21 de novembro de 2017 e 25 de junho de 2018 em 155 capítulos, substituindo O Rico e Lázaro e sendo substituída pela minissérie Lia.
Escrita por Vivian de Oliveira, com a colaboração de Alexandre Teixeira, Emilio Boechat, João Gabriel Carneiro, Marcos Lazarini e Maria Cláudia Oliveira, consultoria histórica de Marcella Castor Polidoro e Mauricio Santos, sob direção de Leonardo Miranda, Hamsa Wood, Leandro Nery, Rogério Passos e direção geral de Edson Spinello. A novela é uma livre adaptação do livro Apocalipse. 
Contou com as participações de Igor Rickli, Juliana Knust, Sérgio Marone, Paloma Bernardi, Leona Cavalli, Flávio Galvão, Samara Felippo e Fernando Pavão.

## Produção

### Escolha do elenco
Leonardo Vieira foi o primeiro convidado para interpretar Benjamin, mas não gostou do papel por querer desvencilhar-se dos "mocinhos" sofredores. Guilherme Winter foi escalado e chegou a gravar as primeiras cenas, porém pediu dispensa após desentender-se com os produtores, sendo substituído por Igor Rickli. O primeiro nome pensado para viver a protagonista Zoe foi Miriam Freeland, que não aceitou para não coincidir com as gravações do seriado Detetives do Prédio Azul e seu contrato não foi renovado. Camila Rodrigues foi escalada, porém pediu dispensa para interpretar a protagonista de Topíssima – que acabou adiada pouco tempo depois. Simone Spoladore chegou a ser confirmada, mas foi dispensada quando Juliana Knust assinou contrato com a emissora e escalada como a protagonista.
Maitê Proença e Claudia Ohana foram convidadas para interpretar Débora, mas recusaram e o papel ficou para Bia Seidl. Thaís Fersoza iria interpretar Natália, até descobrir que estava grávida, sendo substituída por Samara Felippo. Oscar Magrini foi convidado para viver Stefano após não ter seu contrato renovado com a Rede Globo, porém recusou quando foi chamado também para Orgulho e Paixão. Após o adiamento de O Sétimo Guardião, Joana Fomm aceitou o convite para Apocalipse.
Inicialmente foi previsto que a telenovela teria um total de 170 capítulos, mas houve apenas 155 capítulos.

### Preparação
Para a telenovela foram montados 65 cenários, ocupando os sete estúdios do Recnov, e os atores se prepararam através de workshops. Em 18 de agosto, ocorreu o primeiro workshop. Juliana Knust fez laboratório no jornalismo da Record no Rio de Janeiro.

## Enredo

### Primeira fase
Em 1987, um tsunâmi atinge um resort na Ásia e provoca a morte dos pais dos irmãos judeus Alan (Maurício Pitanga) e Uri Gudman (Fhelipe Gomes). Em Jerusalém, lugar onde irão sepultar os corpos dos pais, os irmãos são confrontados pelos tios Oziel (Castrinho) e Marta (Beth Zalcman), e o primo, Saulo (Guilherme Hamacek). Na cidade natal, os irmãos conhecem a família judia Koheg, formada por Gideon (Henri Pagnoncelli) e Tamar (Jussara Freire) e as filhas Hanna (Brendha Haddad) e Débora (Manuela do Monte) – esta que não vê a hora de ir para Nova Iorque estudar e viver sua liberdade longe da família e de Saulo, seu noivo prometido. Débora vai estudar na mesma universidade de Alan e conhece o milionário italiano Adriano Montana (Felipe Cunha), por quem se apaixona. Paralelamente, Alan começa a namorar a brasileira Susana Aisen (Carolina Oliviera), melhor amiga de Débora, e o quarteto se torna inseparável. Apaixonada, Débora acaba se entregando a Adriano e engravida, porém ao retornar para Jerusalém, Gideon e Tamar renegam a filha ao descobrirem a gravidez, incluindo sua melhor amiga, Ariela (Laryssa Ayres), a quem ela confiava. Decepcionada, Débora parte para Roma certa de que será acolhida pelo homem que ama, porém é humilhada e desprezada por Adriano e sua sogra, Verônica (Selma Egrei), que deseja ver a judia longe do filho. Ao ser acolhida por Stefano Nicolazzi (Flávio Galvão), sacerdote da Igreja Sagrada Luz, muito influente na família Montana, Débora consegue se casar com Adriano, mesmo contra a vontade dele, mas este promete que o casamento será apenas de fachada. Quando seu filho, Ricardo, nasce, Débora passa a ser acolhida pela família do marido. Ricardo crescerá cercado de mimos e instruído por Stefano, que tem a certeza de que a criança está destinada a uma vida de grandeza e poder. Enquanto isso, em Nova Iorque, Alan e Susana se casam com amor e dessa união nasce Benjamin – enquanto, em Jerusalém, Hanna é prometida em casamento para Saulo.
No Rio de Janeiro, o jovem Oswaldo Santero (Gabriel Reif) sai da prisão, onde ficou por seis anos e acabou se convertendo, e luta para reencontrar o filho, Tiago, fruto de um relacionamento passado. Depois de muita batalha, Oswaldo consegue um emprego com Ruben (Norival Rizzo) e Lia Aisen (Lucinha Lins), pais de Susana e donos de um hospital. Lá, ele conhece Letícia (Juliana Xavier), com quem se casa e tem sua segunda filha, Zoe, que cresce cercada de carinho. Oswaldo é filho de Teresa (Joana Fomm), mulher batalhadora e de muita fé, cujo maior sonho é reencontrar o outro filho, Felipe (Miguel Roncato), que imigrou ilegalmente para os Estados Unidos. Nesta mesma viagem, Felipe conhece Sabrina (Laura Kuczynski), e os dois se casam e Sabrina dá à luz o filho André (Kadu Schons). Na mesma época, o Rio de Janeiro é assombrado por um serial killer que aterroriza a todos com seus crimes recheados de significados ocultos. O caso é desvendado pela dupla de detetives Guido Fontes (Cleiton Morais) e Luís Sardes (Marcelo Argenta). Os detetives descobrem que o assassino é Nicanor (Jayme Periard), um homem obcecado pelo Apocalipse e que acha que todos os "pecadores" merecem a morte. Mas a investigação acaba custando a vida de Sardes, pai do menino César (César Borges), que no futuro seguirá a mesma profissão do pai.

### Segunda fase
Dez anos se passam e o casamento de Adriano (Eduardo Lago) e Débora (Bia Seidl) é marcado pelas traições dele, as quais ela tolera, mas dá o troco através de Stefano. O patriarca da família Montana, Giancarlo (Tonio Carvalho), morre envenenado por Débora, porém antes, ele deixa toda sua fortuna para o neto Ricardo, ignorando o filho Adriano. Benjamin (Pedrinho Mello) e Zoe (Gabriella Saraivah) têm suas vidas entrelaçadas ainda na infância, quando o menino, que mora em Nova Iorque, vai passar férias no Brasil na casa dos avós, Ruben e Lia, onde trabalham Oswaldo e sua mãe Teresa. As duas crianças brincam e se divertem juntas e, desde cedo, se percebe a sintonia e o carinho que existe entre eles. Lia, apaixonada pela inventividade do neto, sofre com o alzheimer precoce e sua morte é um baque para todos. Pouco tempo depois Benjamin sofre um acidente de barco provocado por Ricardo (Luiz Eduardo Toledo); ele se recupera e volta aos Estados Unidos, se distanciando assim de Zoe. Durante os ataques de 11 de setembro de 2001, a polícia encontra Felipe (Jandir Ferrari) e o persegue; na fuga, ele é atropelado e entra em estado de coma. Sabrina (Flávia Monteiro), sem condições de manter o marido nos Estados Unidos, volta com o filho para o Brasil. Em Israel, Hanna (Adriana Prado) enfrenta uma luta para engravidar, sempre apoiada por Saulo (Cláudio Gabriel). Gideon e Tamar, que sempre sentiram a "perda" de Débora e nunca mais a viram, são compensados com a chegada do bebê Noah. Para Hanna, ver a mãe ter um filho depois dos 40 anos torna a sua luta para engravidar ainda mais dolorosa. Osvaldo (Marcos Winter) finalmente consegue reencontrar seu filho Tiago (Rafael Sardão) e, com a ajuda de Ezequiel (Zé Carlos Machado), consegue tirá-lo das drogas. César Sardes (Fernando Pavão), filho de Luís, com o intuito de vingar a morte de seu pai, torna-se policial. Ele se casa com a enfermeira Raquel (Juliana Silveira), irmã de Oswaldo e Felipe.

### Terceira fase
Na atualidade, Ricardo Montana (Sergio Marone) é um brilhante homem de negócios. Ele está prestes a lançar seu projeto mais fascinante: a Cidade do Futuro, uma comunidade urbana autossustentável, futurista e tecnológica. No grandioso lançamento, Benjamin (Igor Rickli), que se tornou um gênio da robótica, e Zoe (Juliana Knust), agora uma repórter de televisão, se reencontram depois de anos.
César vive em conflito com sua esposa pela distância com a família e também com seu filho mais velho, Guto (Ronny Kriwat). O policial ainda tem que lidar com os assassinatos misteriosos cometidos por um serial killer com pseudônimo de Samael que age da mesma forma que Nicanor. Guto é namorado de Talita (Laís Pinho), que é filha de Estela (Lisandra Souto), irmã de Susana e dona do Hospital Aisen, e nem imagina que é roubada e traída por seu próprio marido, Henrique (Sandro Rocha).
Na casa de Estela trabalha Esmirna (Adriana Londoño), uma mulher cristã que com muito sacrifício criou sozinha seus dois filhos: o viciado em computadores Wallace (Paulo Vilela), mais conhecido como HD; e o delinquente Robinson (Brunno Daltro).
Sabrina, esposa de Felipe, continua com esperanças de que o marido sairá do coma. Seu filho André (Sidney Sampaio) foi trabalhar com Benjamin nos Estados Unidos e decidiu esquecer sua família.
Tiago, filho de Oswaldo, se torna um médico do Hospital Aisen. Ele namora Alice (Thuany Parente), a filha de Jonas (Murilo Grossi), e de sua esposa Laodicéia (Lu Grimaldi). Alice leva uma vida dupla: diz para seu namorado e sua família que cuida de uma idosa, mas na verdade canta em um bar.
Em Israel, Noah (Raphael Sander) se tornou um rapaz bom e íntegro, e é militar do exército de Israel. O jovem se apaixona pela arqueóloga Isabela (Paloma Bernardi), irmã de Benjamin. Hanna e Saulo continuam a tentar a ter filhos, mas sem sucesso, eles adotam a pequena Ester (Nathália Costa).
Em Roma, a governanta da família Montana Glória (Nina de Pádua) esconde um segredo: ela e Stefano têm um filho, Vittorio (Jonatas Faro). O rapaz é assistente de Stefano e não sabe sobre sua origem, e tem grande admiração pelo sacerdote.
Em Nova Iorque, Uri (Emílio Orciollo Netto) trabalha junto com seu amigo Dylan (Marcelo Valle) na agência espacial americana. Uri é ateu e se apaixona pela pesquisadora Monique (Thaís Pacholek), que é cristã, causando vários conflitos entre ambos. Já Dylan namora com Ariela (Leona Cavalli).
Talita manda uma foto nua para Guto, mas HD, junto com seu irmão, consegue a foto e ameaça a moça pedindo dinheiro. Como ela não consegue entregar o dinheiro a tempo, a foto é publicada. Raquel descobre que César a trai com a policial Natália (Samara Felippo) e decide se separar. Felipe acorda do coma, mas sem memória. Sabrina então decide levá-lo para os Estados Unidos para que ele tente se lembrar. Oswaldo é preso por causa de uma armação de Henrique. Tiago descobre a vida dupla de Alice e se separa, mas após a moça levar um tiro ela se entrega a Deus e volta com o namorado. Ariela termina com Dylan para trabalhar com Ricardo, causando o ódio de Débora, que ainda odeia a ex-amiga.
É nesse período que várias pessoas ao redor do mundo vão desaparecendo inexplicavelmente. Trata-se do arrebatamento, primeiro evento do Apocalipse, quando Deus retira todos os verdadeiramente cristãos da Terra. Verônica descobre que Débora matou Giancarlo e a ameaça de colocá-la na cadeia, mas Débora a assassina também. Na cadeia, Oswaldo e sua esposa são arrebatados. Esmirna, Ezequiel, Tiago, Alice, Raquel, sua filha e o irmão de Talita, Bruno (Bruno Guedes), também são levados. Em Israel, Ester é arrebatada, deixando Saulo e Hanna muito tristes. Nos Estados Unidos, Felipe finalmente recupera a memória, mas no mesmo dia Sabrina é arrebatada; ainda na cidade americana, Monique também é levada. Nicanor, aproveitando-se do tumulto, foge da cadeia. Zoe fica extremamente abalada ao perceber que toda sua família se foi e, junto com César, se convence que se trata mesmo do arrebatamento. Benjamin, ateu por convicção, rejeita a ideia com veemência. Jonas fica em choque por não ter sido arrebatado junto com seu irmão Ezequiel, mas abriu uma esperança para ele, que é ler o livro do Apocalipse, recuperando o tempo perdido antes do tempo acabar.
Nesse momento de fragilidade mundial, Ricardo decide iniciar seu plano. Ele viaja para Israel e exige que sua mãe finja que perdoa a família para dar uma imagem boa à mídia. Jonas lê o Apocalipse 6:1-2, onde descobre que o Anticristo já está aqui, mas ainda não sabe quem é. Zoe e Cesar investigam o discurso de Ricardo Montana, descobrindo que esse discurso é usado por Adolf Hitler em 1934. Em seguida ele começa o projeto da construção do Terceiro Templo. Zoe viaja a Israel para tentar unir provas que Ricardo é o Anticristo, mas ele descobre suas suspeitas e a confronta; com medo, ela pega um voo para Nova York para revelar a Benjamin que está grávida, mas o avião é sabotado a mando de Ricardo. Muitas pessoas morrem e todos acham que Zoe também se foi, mas na verdade ela é encontrada por moradores de uma tribo no deserto. Ela é ajudada por eles e dá à luz o pequeno Davi. Ela, com medo de Ricardo, decide passar a morar lá permanentemente. Ricardo, como parte de seu plano, começa a namorar Isabela, se casando com ela, separando-a de Noah.
No Brasil, Natália começa a namorar Lúcio (Augusto Zacchi), escrivão da delegacia, mas em um jantar no apartamento do escrivão ela descobre que ele é "Samael" e que, junto com Nicanor, planeja matá-la. César também descobre tudo e, junto com a polícia, cerca o prédio. Nicanor mata Lúcio e foge do prédio; a polícia o persegue e acaba sendo morto pelo delegado Guido (Roberto Birindelli). Zé Bento (Renato Liveira) abre uma seita da qual Guto e Talita também participam; ele decide atear fogo no local das reuniões com todos os integrantes dentro, acreditando que todos vão para um "lugar melhor". Zé Bento e todos morrem, exceto Guto e Talita, que são salvos por César. Felipe volta ao Brasil e consegue emprego como motorista de Estela, Henrique é preso e Felipe começa a namorar a médica.
Dylan reencontra Joice (Simone Soares), sua ex-esposa; os dois se separaram após a morte do filho do casal, pois não suportaram tamanha perda. Descobre-se que o filho de Joice e Dylan não morreu, e sim foi sequestrado e está em Israel. Em Israel, eles descobrem que Noah é seu filho desaparecido; Joice morre em um atentado.
O tratado de paz entre Israel e os países árabes, liderado por Ricardo, é um sucesso. Os judeus finalmente conseguem o que desejam há séculos: construir o Terceiro Templo em Jerusalém. Neste meio-tempo, duas testemunhas são enviadas por Deus para profetizar e anunciar o verdadeiro Messias: os profetas do Antigo Testamento Moisés (Paulo Gorgulho) e Elias (Roberto Bomtempo). Ricardo, sempre com a cumplicidade de Stefano, finge apoiar as pregações dos profetas.
Passam-se 3 anos de falsa paz onde o mundo é governado por Ricardo e líderes mundiais; o mundo está vivendo um momento de seca, pois durante esses três anos não chove, fazendo com que a população culpe os profetas, dizendo que os mesmos os amaldiçoaram. Benjamin, após começar a pesquisar sobre a crucificação de Jesus, se convence de que realmente Deus existe. Zoe passa a postar vídeos seus de burca alertando as pessoas sobre o Apocalipse na internet, assim Benjamin consegue rastreá-la e reencontra o amor de sua vida e seu filho.
Robinson se tornou chefe do tráfico, já que seu irmão HD foi trabalhar nos Estados Unidos. Robinson reencontra seu pai, Tião de Deus (Adriano Garib), que o faz mudar. Após algum tempo, HD volta ao Brasil e junto com seu pai convence Robinson a fazer um acordo com a justiça e entregar à polícia o policial corrupto Dudu (Igor Cosso). Dudu é preso, e HD, Robinson e Tião iniciam juntos uma nova vida.
Vittorio descobre que Glória é sua mãe e todas as maldades que Stefano pratica, tomando a decisão de abandonar a Sagrada Luz e ir morar com Glória no Brasil.
Os líderes mundiais começam a se revoltar, pois Ricardo decide tudo sozinho. Pastor Jonas & Zoe leem o Apocalipse 6:3-4, onde descobrem que vai iniciar a Terceira Guerra Mundial, começando com os bombardeios em Roma e os ataques a Nova York. Com o planeta completamente destruído, Ricardo, para aparecer como herói, convence os líderes a assinar um acordo de paz, com exceção dos 3 jurados do Conselho das Nações, que são retalhados por ordens de Ricardo. Em seguida Ricardo decide inaugurar a Nova Babilônia; no evento, Zoe reaparece, revelando a todos que está viva. Ao vivo para o mundo todo Ricardo é baleado e dado como morto: é quando Satanás aparece para possuir seu corpo fingindo sua ressurreição. Durante seu funeral, Ricardo "ressuscita" e o mundo recebe com louvor este "milagre". Daqui para frente, transformado na Besta do Apocalipse, Ricardo se autodeclara o único deus que todos devem seguir. Stefano, como o falso profeta, mostra sinais enganosos para seduzir o público. Ricardo também fala que os cristãos, as religiões e Deus são a causa do mal da humanidade. Todos os países do mundo aceitam, exceto Israel, que é incentivado por Noah e Saulo e decide apoiar os profetas.
Alan (Eduardo Galvão) se separa de Susana (Mônica Torres) e trai Benjamin, preferindo se aliar a Ricardo. André, sua namorada Brenda (Pérola Faria) e a androide Melina (Giselle Batista) também se juntam a Ricardo.
Jonas e Laodir leem o Apocalipse 6:5-6 onde descobrem que chegara o momento de escassez global e fazem de tudo pra reservar a comida que resta quando chega esse momento. Outro caso que chega é a taxa de mortalidade que globalmente cresce ainda mais, Jonas descobre a fonte desse acontecimento no Apocalipse 6:7-8.
Ricardo se revolta e, junto com seu exército de robôs, invade Jerusalém. Noah, Saulo e Hanna ajudam a lutar contra Ricardo, mas perdem a batalha. Ambos fogem junto com a população para o deserto. Ricardo mata Elias e Moisés e senta-se no trono do Terceiro Templo, se manifestando como se fosse Deus. 3 dias depois, Elias e Moisés foram ressuscitados onde 144.000 ao redor do mundo receberam o selo divino que se tornam protegidos a tudo para pregarem a palavra até a segunda vinda de Jesus. Sabendo dessa notícia, Ricardo fica muito furioso por saber que o mundo inteiro assistiu esse acontecimento mostrado na mídia.
Acontece um terremoto que atinge Iraque, Síria, Líbano e Israel. Apenas a décima parte de Jerusalém é destruída por completo, com exceção em outros 3 países.
Com a ascensão do Anticristo ao poder e a marca já em produção, Zoe e Benjamin formam o grupo "Santos da Resistência". Sabem que lutam contra Satanás, e que a marca se trata do número da Besta e os marcados irão para o Inferno sem volta. Certos de sua missão, arregimentam o máximo de pessoas que conseguem, mas também são perseguidos pelos seguidores de Ricardo. Ricardo se aproveita que os Cavaleiros do Apocalipse estão agindo, causando fome, guerra, peste e morte, e obriga a população a se marcar com a "marca do governo mundial".
Benjamin descobre que Gloria e Vitório estavam sendo espionados pela caneta que Stefano deu ao garoto. Os associados do anticristo capturam Glória e ela é levada à Nova Babilônia sob mercê de Stefano.

### Reta final
Benjamin e César decidem ir até à Nova Babilônia para destruir o exército de robôs de Ricardo. Lá Brenda decide ajudá-los, conseguindo assim desativar os robôs, mas Benjamin é preso. César consegue se esconder na cidade. Gloria, como prisioneira, era torturada por Stefano para aceitar Ricardo como único deus; ela se recusa e morre envenenada por Stefano. Benjamin é torturado com o objetivo de que aceite a marca e conte onde Zoe está, mas o mesmo recusa. Brenda, Adriano e César se juntam e conseguem libertar Benjamin, e também Gideon e Tamar, que inicialmente apoiaram o neto, mas se convencem que ele está errado. Adriano descobre que Débora matou seus pais, Giancarlo e Verônica, mas fica arrasado ao saber que Gloria está morta. Todos são levados para o acampamento de Noah e Saulo no deserto, menos Adriano, que decidiu ficar na Nova Babilônia para obter informações aos Santos da Resistência. Ricardo, para não admitir que Benjamin fugiu, diz à população que o prisioneiro aceitou a marca.
Isabela descobre que Ricardo a trai com Ariela e com Greta (Fran Elmor), e é humilhada pelo marido. Débora também começa a trair Adriano, se tornando amante de Alan.
No Brasil, a perseguição contra os cristãos liderada por André é intensificada e faz com que Zoe, Natália, Vittorio, Jonas, Laodiceia, Susana, Felipe, Guto, Guido e os amigos de Zoe, Celeste (Thaíssa Carvalho) e Chico (Andrey Lopes), sejam obrigados a se esconder. Estela e Talita são presas e traem todos, contando onde eles estão e aceitando a marca. Todos conseguem fugir, exceto Felipe, que é preso. Guido também trai o grupo, capturando Laodiceia; Jonas não suporta a ida da esposa e decide se entregar. Jonas, Felipe e outros que rejeitaram a marca acabam sendo executados (menos Laodiceia, que a aceita). Enquanto isso, Noah, Saulo e César chegam ao Brasil, onde os dois israelitas dão um alerta aos brasileiros não marcados sobre Ricardo e suas verdadeiras intenções. O exército de Ricardo desta vez é reforçado com a volta de Henrique e Dudu.
Um asteroide segue em direção à Terra, prestes a destruir tudo; se trata da Estrela Absinto, mais uma profecia bíblica. Uri e Dylan tentam impedir que o mesmo caia na Terra, mas não conseguem. Os meteoros, além de causar várias mortes, causam grandes desastres, como a destruição de Brasília e da Floresta Amazônica. Dylan se fere gravemente e, junto com Uri, é levado ao Hospital Aisen, mas não conseguem ser atendidos, e Dimitri (Thadeu Matos), que é contratado por Alan para matá-los, é morto. Ricardo ordena que os dois sejam mortos, mas eles conseguem fugir com a ajuda dos Santos da Resistência. Dylan não resiste aos ferimentos e morre deixando Natália, que estava apaixonada por ele, arrasada.
Estela se vicia em remédios e desenvolve uma paixão platônica por André. Ele começa a ter relações também com Talita, causando a fúria de Estela, que mata esfaqueada a própria filha e em seguida se suicida, autoinfligindo-se uma overdose de seus próprios medicamentos, que usava para combater seus problemas de depressão e ansiedade.
Zoe e seus amigos fogem do Brasil e vão todos em um navio que está levando cristãos de todo o mundo até o acampamento no deserto, mas Ricardo descobre a existência da embarcação com os fugitivos e manda bombardear o navio. Zoe e os amigos conseguem sobreviver, exceto Chico.
Ricardo, ao descobrir que restaram sobreviventes, ordena o ataque ao acampamento. Soldados do governo atacam o acampamento e atiram contra todos, mas Deus os protege. No Rio, Henrique descobre que Dudu e Gláucia (Aimee Espinosa) estão roubando o hospital e acaba sendo morto pela ex-amante.
Os cientistas anunciam que o vulcão Cumbre Vieja está prestes a entrar em erupção, causando um enorme tsunami. Esse acontecimento se trata de uma das profecias que se cumpre, onde a segunda trombeta é tocada. O Rio de Janeiro é um dos atingidos, matando milhares de pessoas – inclusive Laodiceia e Ângela. Ricardo, como sempre, faz um pronunciamento culpando Deus pela tragédia.
Ricardo promove uma festa para incentivar as pessoas a colocarem a marca, mas Adriano e Melina colocam um vídeo de Benjamin dizendo que não recebeu a marca. Ricardo se enfurece e, após estrangular Greta, ordena um ataque ao acampamento no deserto com força total. Adriano e Melina avisam a todos o que está acontecendo, mas não adianta.
Vittorio, Guto, Hanna, Susana, Celeste e Uri são capturados. Benjamin e André se enfrentam e Benjamin consegue vencer. Todos os que conseguiram escapar, fogem para uma caverna.
Ao chegar à Nova Babilônia, Ricardo descobre que não conseguiram capturar Zoe e mata André por sua falha. Em seguida, Adriano decide enfrentar o Anticristo e confessa que é o espião dos Santos da Resistência e que está do lado de Deus, Ricardo só percebe que Adriano o traiu quando vê a Bíblia nas mãos dele e o mata. Melina percebe que descobriram que ela ajudou Benjamin, com medo de ser reprogramada para o mal, ela e sua clone Lia se autodestroem. Alan tenta coagir Uri a receber a marca, mas ele não aceita e acaba sendo morto por Ricardo, despertando a fúria de Alan que também é morto pelo Anticristo. Stefano tenta convencer Vittorio a aceitar a marca, mas o rapaz nega e acaba morrendo. Isabela, que é dominada pela marca, acaba matando Susana e se suicida por ordem de Ricardo. Hanna, Celeste e Guto são assassinados por Ariela e pelos guardas de Ricardo.

### Final da trama
Acontece o derramamento das Sete Taças. Todos aqueles que têm a marca desenvolvem úlceras sobre a pele. Logo após, toda a água do planeta é transformada em sangue e todos os rios secam. Em todo o mundo, tempestades e terremotos violentos dizimam a população, restando apenas a Nova Babilônia. Débora é morta por Ricardo com uma facada no abdômen.
Os Santos da Resistência continuam a fugir durante três anos até chegarem ao limite, onde Gideon, Tamar, Marta, Brenda, Tião, Wallace e Robinson morrem. A Nova Babilônia é destruída, onde Ariela, Guido, Dudu, Gláucia e Artur morrem. Ricardo e Stefano, junto do exército do governo, vão até o Vale do Armagedom para persuadir os cristãos a receber a marca, mas todos se negam e Ricardo se prepara para decapitar Benjamin como uma tentativa de corromper o pequeno Davi. No mesmo instante, acontece a tão esperada segunda vinda de Jesus (Dudu Azevedo), que finalmente desce à Terra com seu exército de anjos para levar os Santos da Resistência à Glória Eterna. Ricardo e Stefano, visivelmente desesperados, são os primeiros a serem atirados ao lago de fogo; Jesus mata o exército restante de Ricardo com um sopro, onde seus cadáveres serão comidos por várias aves, e Satanás é lançado ao abismo até o fim do milênio. Todas as almas condenadas ao inferno são levadas diante de Deus para o julgamento final, e são condenadas a viverem no lago de fogo eternamente. Já os salvos por Deus são recebidos por Jesus na Nova Jerusalém.

## Elenco
| Intérprete            | Personagem                                 |
| --------------------- | ------------------------------------------ |
| Juliana Knust         | Zoe Santero                                |
| Igor Rickli           | Benjamin Gudman (Ben)                      |
| Sérgio Marone         | Ricardo Montana / Anticristo               |
| Paloma Bernardi       | Isabela Gudman / Isabela Montana           |
| Fernando Pavão        | César Sardes                               |
| Leona Cavalli         | Ariela Feld                                |
| Bia Seidl             | Débora Montana                             |
| Eduardo Lago          | Adriano Montana                            |
| Flávio Galvão         | Stefano Nicolazzi / Falso Profeta          |
| Samara Felippo        | Natália Menezes Peixoto                    |
| Raphael Sander        | Noah Koheg / Noah Holz                     |
| Emílio Orciollo Netto | Uri Gudman                                 |
| Bruno Guedes          | Bruno Aisen Peixoto                        |
| Eduardo Galvão        | Alan Gudman                                |
| Mônica Torres         | Susana Gudman                              |
| Jayme Periard         | Nicanor Duarte                             |
| Murilo Grossi         | Jonas Éfeso                                |
| Lu Grimaldi           | Laodiceia Éfeso (Laodi)                    |
| Sidney Sampaio        | André Santero                              |
| Jandir Ferrari        | Felipe Santero                             |
| Henri Pagnoncelli     | Gideon Koheg                               |
| Jussara Freire        | Tamar Koheg                                |
| Daniela Escobar       | Ângela Menezes                             |
| Lisandra Souto        | Estela Aisen Santero                       |
| Sandro Rocha          | Henrique Peixoto                           |
| Jonatas Faro          | Vittorio Solani                            |
| Nina de Pádua         | Glória Solani                              |
| Pérola Faria          | Brenda                                     |
| Giselle Batista       | Melina                                     |
| Giselle Batista       | Lia                                        |
| Cláudio Gabriel       | Saulo Gudman                               |
| Adriana Prado         | Hanna Koheg Gudman                         |
| Carla Marins          | Tiatira Abdul (Titi)                       |
| Beth Zalcman          | Marta Gudman                               |
| Castrinho             | Oziel Gudman                               |
| Marcelo Valle         | Dylan Holz                                 |
| Simone Soares         | Joyce Holz                                 |
| Ronny Kriwat          | Augusto Santero Sardes (Guto)              |
| Laís Pinho            | Talita Aisen Peixoto                       |
| Adriano Garib         | Sebastião Ferreira da Silva (Tião de Deus) |
| Brunno Daltro         | Robinson Ferreira da Silva / Cleiton       |
| Paulo Vilela          | Wallace Ferreira da Silva (HD)             |
| Junno Andrade         | Arthur Pestana                             |
| Thaíssa Carvalho      | Celeste Beyoncé                            |
| Andrey Lopes          | Francisco "Chico" Gouveia (Chicotinho)     |
| Aline Borges          | Bárbara Queiroz                            |
| Fredy Costa           | Diogo Ferreira                             |
| Tião D'Ávila          | João                                       |
| Paulo Gorgulho        | Moisés                                     |
| Roberto Bomtempo      | Elias                                      |
| Maria de Lima         | Soraya                                     |
| Júnior Prata          | Omar Sayad                                 |
| Roberto Birindelli    | Guido Fontes                               |
| Fran Elmor            | Greta                                      |
| Igor Cosso            | Eduardo Poeira (Dudu)                      |
| Aimee Espinosa        | Gláucia Soares                             |
| Edson Montenegro      | Rodrigo Queiroz                            |
| Augusto Zacchi        | Lúcio                                      |
| Ricardo Duque         | Luca Pérgamo                               |
| Renato Livera         | Zé Bento                                   |
| Juliana Lucci         | Berenice                                   |
| Ray Erlich            | Nina                                       |
| Adri Lima             | Laila                                      |
| Guilherme Chelucci    | Satanás                                    |
| Bernardo Costa        | Davi Santero Aisen Gudman                  |
| Théo de Almeida       | Davi Santero Aisen Gudman                  |

### Participações especiais
| Intérprete          | Personagem                   |
| Primeira fase       | Primeira fase                |
| ------------------- | ---------------------------- |
| Manuela do Monte    | Débora Koheg (jovem)         |
| Felipe Cunha        | Adriano Montana (jovem)      |
| Selma Egrei         | Verônica Montana             |
| Tônio Carvalho      | Giancarlo Montana            |
| Joana Fomm          | Teresa Santero               |
| Lucinha Lins        | Lia Aisen                    |
| Norival Rizzo       | Ruben Aisen                  |
| Marcelo Argenta     | Luís Sardes                  |
| Maytê Piragibe      | Ana Sardes                   |
| Laryssa Ayres       | Ariela Feld (jovem)          |
| Carolina Oliveira   | Susana Aisen (jovem)         |
| Miguel Roncato      | Felipe Santero (jovem)       |
| Laura Kuckzynski    | Sabrina (jovem)              |
| Gabriel Reif        | Oswaldo Santero (jovem)      |
| Juliana Xavier      | Letícia (jovem)              |
| Yana Sardenberg     | Tiatira Abdul (jovem)        |
| Maurício Pitanga    | Alan Gudman (jovem)          |
| Fhelipe Gomes       | Uri Gudman (jovem)           |
| Guilherme Hamacek   | Saulo Gudman (jovem)         |
| Cleiton Morais      | Guido Fontes (jovem)         |
| Brendha Haddad      | Hanna Koheg (jovem)          |
| Ana Paula Tabalipa  | Júlia Jordão                 |
| Déborah Kalume      | Elisa Gudman                 |
| Gilberto Hernandez  | Jonathan Gudman              |
| João Bourbonnais    | Lorenzo Viscone              |
| Cacau Melo          | Sandra                       |
| Ed Oliveira         | Navalha                      |
| Roberto Bataglin    | Alencar                      |
| César Borges        | César Sardes (criança)       |
| Melissa Nóbrega     | Raquel Santero (criança)     |
| Segunda fase        |                              |
| Joana Fomm          | Teresa Santero               |
| Selma Egrei         | Verônica Montana             |
| Lucinha Lins        | Lia Aisen                    |
| Norival Rizzo       | Ruben Aisen                  |
| Cacau Melo          | Sandra                       |
| João Bourbonnais    | Lorenzo Viscone              |
| Luiz Eduardo Toledo | Ricardo Montana (criança)    |
| Pedrinho Mello      | Benjamin Gudman (criança)    |
| Gabriela Saraivah   | Zoe Santero (criança)        |
| Kadu Schons         | André Santero (criança)      |
| Antonella Mattos    | Isabela Gudman (criança)     |
| Terceira fase       |                              |
| Selma Egrei         | Verônica Montana             |
| Luíza Tomé          | Letícia Santero              |
| Juliana Silveira    | Raquel Santero Sardes        |
| Marcos Winter       | Oswaldo Santero              |
| Dudu Azevedo        | Jesus                        |
| Thaís Melchior      | Melina (protótipo)           |
| Thaís Pacholek      | Monique Filadélfia           |
| Flávia Monteiro     | Sabrina Santero              |
| Zé Carlos Machado   | Pr. Ezequiel Mendes          |
| Rafael Sardão       | Tiago Santero                |
| Tuany Parente       | Alice Éfeso                  |
| Adriana Londoño     | Esmirna Ferreira da Silva    |
| Nathália Costa      | Ester Koheg Gudman           |
| Monique Lafond      | Olinda                       |
| Pedro Garcia Netto  | Soldado                      |
| Gustavo Novaes      | Domiciano, Imperador de Roma |
| Luísa Thiré         | Fã de Nicanor                |
| Sura Berditchevsky  | Malca Bermann                |
| Raul Labancca       | Médico                       |
| Jorge Gonçalves     | Zeca                         |
| Clara Niin          | Bia                          |
| Marcelo Filho       | Fabrício                     |
| Júlio Braga         | Sheik                        |
| Priscila Martz      | Judia da Nova Babilônia      |
| Josi Larger         | Mulher do Povo               |
| Mariana Cortines    | Luíza                        |
| Sérgio Stern        | Jacob                        |
| Thadeu Matos        | Dmitri                       |

## Repercussão

### Audiência

#### Exibição original
Em seu primeiro capítulo, transmitido a 21 de novembro de 2017 (entre 20h50 e 21h44), a média de audiência de acordo com o IBOPE foi de 13 pontos em São Paulo. A telenovela se manteve como o assunto mais comentado no Twitter durante a exibição dos primeiros 15 capítulos. Em seu segundo capítulo, a telenovela cravou 10,9 (11) pontos sofrendo uma queda de 16% em relação ao capítulo anterior.
Em suas três primeiras semanas a telenovela registrou apenas 9,5 pontos, índice abaixo de sua antecessora O Rico e Lázaro, que cravou 12,3 pontos nesse período e de outras produções.
Desde então, a telenovela vinha mantendo médias entre 7 e 9 pontos, em algumas ocasiões 6 pontos, chegando várias vezes a perder audiência para as telenovelas do SBT. Os seus piores desempenhos foram registrados nos dias 29 de dezembro de 2017 e 1 de janeiro de 2018, quando cravou apenas 5 pontos. Até então seu menor índice tinha sido registrado no dia 15 de dezembro de 2017, quando chegou a 5,8 pontos, ficando atrás até mesmo da reprise da telenovela Ribeirão do Tempo da mesma emissora, que registrou 6,8 pontos nesse dia.
Após especulações que a telenovela teria um corte de capítulos, a direção da Record confirmou que iria seguir com os 170 programados, mas só foram levados ao ar 155 capítulos, ou seja, houve uma redução de 15 capítulos antes do previsto.
Bateu recorde no dia 6 de fevereiro de 2018, chegando aos 10,4 pontos de média na Grande São Paulo; porém, terminou em terceiro lugar, encostando no SBT, que registrou 11 pontos no horário com a exibição de Carinha de Anjo, mas no Rio de Janeiro o desempenho foi melhor e a telenovela ficou em segundo lugar, registrando 11 pontos contra 7 da concorrente. Nesse dia foram ao ar as cenas do Arrebatamento.
Voltou a marcar o mesmo índice no dia 3 de abril de 2018, mas dessa vez alcançando a vice-liderança na Grande São Paulo, quando registrou de novo os 10,4 pontos contra 10,1 do SBT, que exibia Carinha de Anjo no horário. Nesse dia foram exibidas as cenas do ataque de robôs a Jerusalém.
Seu último capítulo bateu recorde, chegando aos 13 pontos de média, mas acabou fechando em terceiro lugar, perdendo para o SBT, que registrou 14 pontos com a telenovela As Aventuras de Poliana. Terminou com média geral de 8,1 pontos, a pior média de uma telenovela bíblica da Record desde a sua introdução com Os Dez Mandamentos, título que até então pertencia a sua antecessora O Rico e Lázaro, sendo superada por Jezabel que obteve 7,3 pontos. Também foi o menor índice geral desde a telenovela Pecado Mortal em 2013, que fechou com 5,6 pontos.

#### Primeira reprise
Reestreou com 5,5 pontos. O segundo capítulo teve uma reação e cravou 6,4 pontos. O quinto capítulo bateu recorde e registrou 7,0 pontos. Com a exibição da cena do arrebatamento no dia 8 de maio de 2020, a novela registrou 7,1 pontos, sua maior audiência até então. Em 8 de setembro, bate novo recorde com 7,6 pontos.
Em 29 de maio de 2020, bate recorde negativo com 4,9 pontos. O último capítulo da reprise bateu recorde com 8,7 pontos, assumindo a vice-liderança isolada. Teve média geral de 6 pontos.

#### Segunda reprise
Reestreou com 6,9 pontos, apresentando desempenho superior à estreia da primeira reprise. O segundo capítulo registrou 5,7 pontos. Em 3 de junho de 2024 bateu recorde com 7,3 pontos.
Porém, com o término de sua antecessora, a novela começou a perder audiência, chegando a 4,4 pontos no dia 5 de junho. No dia 13, registrou 4,3 pontos. Já no dia 28, registrou 3,6 pontos e chegou a ser superada por Contigo Sim, que registrou 4 pontos e assumiu a vice-liderança entre os canais de TV aberta. Em 26 de julho registrou 3,3 pontos e novamente fechou em terceiro lugar entre os canais de TV aberta.
O último capítulo registrou 5,5 pontos. Teve média geral de 4,6 pontos.

## Exibição
Foi reprisada de forma de edição especial na faixa das 20h45 entre os dias 21 de abril e 21 de setembro de 2020, em 110 capítulos, cobrindo o período de pausa da novela inédita Amor sem Igual, que teve suas gravações e exibição suspensas para poupar o elenco e equipe durante a pandemia de COVID-19.
Foi reprisada pela segunda vez entre os dias 27 de maio a 21 de outubro de 2024, em 105 capítulos, substituindo A Terra Prometida e sendo substituída por O Rico e Lázaro (sua antecessora original) às 15h30. Não foi ao ar em 9 de agosto de 2024 devido à cobertura jornalística do acidente do Voepass 2283.

## Música
1. "Adágio de Albinoni" – Daniel Figueiredo (tema de abertura)
2. "The Way You Were" – Marina Elali
3. "Ele Vem" – Fernando Mendes
4. "Io Che Non Vivo Senza Te" – Renato César
5. "To Me" – Marcio Lott e Claudia Gomes
6. "Futura Escuridão" – Kildson
7. "Stop, Look, Listen to Your Heart" – Moyses e Marina Elali
8. "Teu Perdão" – Thuany Parente
9. "Canto Della Terra" – Renato César
10. "Knife" – Rockwell
11. "I Want to Know What Love Is" – Foreigner
12. "Always on My Mind" – Michael Bublé

## Controvérsias
Antes da estreia, movimentos da Igreja Católica protestaram sobre o personagem de Flávio Galvão, por semelhanças ao Papa. O sacerdote Stefano Nicolazzi (interpretado por Flávio Galvão) é o falso profeta do Apocalipse. Ele é amigo da família Montana, por isso se tornará mentor de Ricardo Montana (Sergio Marone), o Anticristo. Stefano começou na Sagrada Luz como "iniciado" e passa a ocupar o cargo máximo de Sacerdote Mestre. Ele é descrito como alguém "ardiloso e manipulador", que teria recebido uma revelação, que Ricardo foi escolhido e destinado para ser o maior líder da terra. Quando o Anticristo "ressuscitar" no período da grande tribulação, Stefano construirá uma imagem dele com poderes sobrenaturais e obrigará o mundo a adorá-la. Além disso, surgiram reclamações de que Ezequiel (Zé Carlos Machado) tentará alertar a todos sobre o falso profeta, sendo julgado e perseguido. Sites de movimentos católicos como FaceCatólico, Front Católico e Católica Connect protestaram contra a emissora, pedindo que diversos movimentos e os telespectadores boicotem a telenovela por sugerir que o Papa Francisco seria o Anticristo.